# Xixi, Guangdong
Xixi (kinesiska: 溪西) är en köping i sydöstra Kina. Den ligger i Huilai härad i staden Jieyang i provinsen Guangdong, omkring 300 kilometer öster om provinshuvudstaden Guangzhou. Antalet invånare är 65 033. Befolkningen består av 32 587 kvinnor och 32 446 män. Barn under 15 år utgör 34 %, vuxna 15-64 år 59 %, och äldre över 65 år 5,0 %.